# European Open (golf)
Het European Open is een golftoernooi dat deel uitmaakt van de Europese PGA Tour. Tussen 1978 en 1994 werd het op diverse banen in Engeland (eenmaal in Schotland) gespeeld; van 1995 tot 2007 werd het gespeeld op de The K Club in Ierland en daarna tot tweemaal in Engeland. Het toernooi werd niet gehouden van 2010 tot 2014. In 2015 kwam het terug op de PGA Tour, maar nu in Duitsland als het Porsche European Open.
De eerste editie van het European Open werd in 1978 gespeeld op de Walton Heath Golf Club in Engeland.
Gordon Brand Jr, Per-Ulrik Johansson, Bernhard Langer en Lee Westwood hebben het toernooi tweemaal gewonnen.
Christian Cévaër, winnaar van de voorlopig laatste editie in 2009, stond gelijk met drie andere spelers voor het spelen van de laatste hole en maakte een par waarmee hij het toernooi won. Deze 18de hole is een par-4 hole, waarvan de gemiddelde score van het toernooi op 4,7 stond. Het was zijn tweede overwinning in zijn 16-jarige carrière, en hij verdiende er een spelerskaart mee voor de komende vijf jaar.

## Winnaars

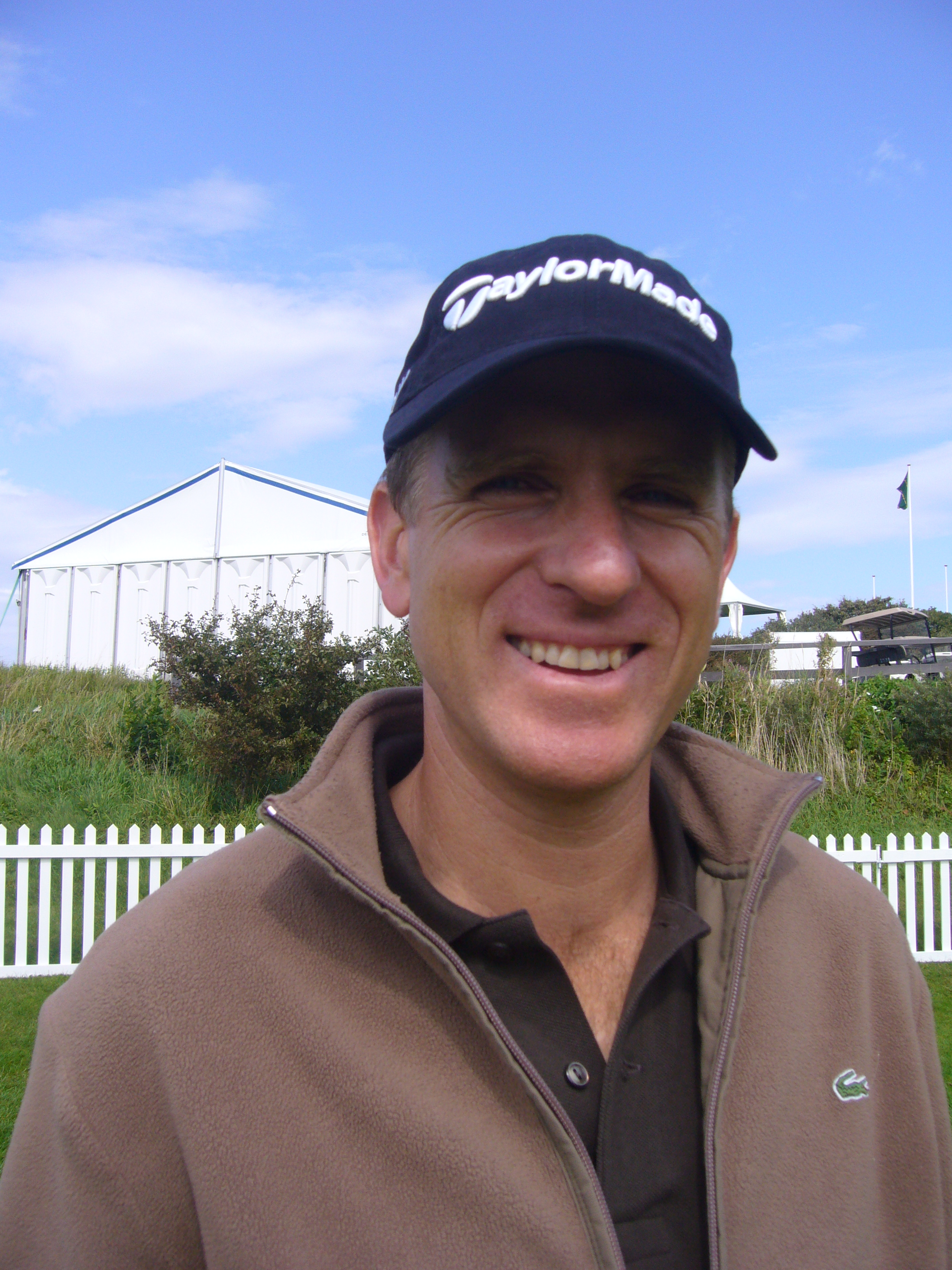
Christian Cévaër, winnaar 2009

| Jaar                         | Baan                                    | Winnaar                          |                                  |                                  |
| European Open                | European Open                           | European Open                    | European Open                    |                                  |
| ---------------------------- | --------------------------------------- | -------------------------------- | -------------------------------- | -------------------------------- |
| 1978                         | Walton Heath                            | Bobby Wadkins                    |                                  |                                  |
| 1979                         | Turnberry Golf Club, Ailsa Course       | Sandy Lyle                       |                                  |                                  |
| 1980                         | Walton Heath                            | Tom Kite                         |                                  |                                  |
| Dixcel Tissues European Open |                                         |                                  |                                  |                                  |
| 1981                         | Royal Liverpool Golf Club               | Graham Marsh                     |                                  |                                  |
| European Open Championship   |                                         |                                  |                                  |                                  |
| 1982                         | Sunningdale Golf Club                   | Manuel Piñero                    |                                  |                                  |
| Panasonic European Open      |                                         |                                  |                                  |                                  |
| 1983                         | Sunningdale Golf Club                   | Isao Aoki                        |                                  |                                  |
| 1984                         | Sunningdale Golf Club                   | Gordon Brand Jr.                 |                                  |                                  |
| 1985                         | Sunningdale Golf Club                   | Bernhard Langer                  |                                  |                                  |
| 1986                         | Sunningdale Golf Club                   | Greg Norman                      |                                  |                                  |
| 1987                         | Walton Heath                            | Paul Way                         |                                  |                                  |
| 1988                         | Sunningdale Golf Club                   | Ian Woosnam                      |                                  |                                  |
| 1989                         | Walton Heath                            | Andrew Murray                    |                                  |                                  |
| 1990                         | Sunningdale Golf Club                   | Peter Senior                     |                                  |                                  |
| GA European Open             |                                         |                                  |                                  |                                  |
| 1991                         | Walton Heath                            | Mike Harwood                     |                                  |                                  |
| 1992                         | Sunningdale Golf Club                   | Nick Faldo                       |                                  |                                  |
| 1993                         | East Sussex National (East Course)      | Gordon Brand Jr.                 |                                  |                                  |
| European Open                |                                         |                                  |                                  |                                  |
| 1994                         | East Sussex National (East Course)      | David Gilford                    |                                  |                                  |
| Smurfit European Open        |                                         |                                  |                                  |                                  |
| 1995                         | The K Club                              | Bernhard Langer                  |                                  |                                  |
| 1996                         | The K Club                              | Per-Ulrik Johansson              |                                  |                                  |
| 1997                         | The K Club                              | Per-Ulrik Johansson              |                                  |                                  |
| 1998                         | The K Club                              | Mathias Grönberg                 |                                  |                                  |
| 1999                         | The K Club                              | Lee Westwood                     |                                  |                                  |
| 2000                         | The K Club                              | Lee Westwood                     |                                  |                                  |
| 2001                         | The K Club                              | Darren Clarke                    |                                  |                                  |
| 2002                         | The K Club                              | Michael Campbell                 |                                  |                                  |
| 2003                         | The K Club                              | Phillip Price                    |                                  |                                  |
| 2004                         | The K Club                              | Retief Goosen                    |                                  |                                  |
| 2005                         | The K Club                              | Kenneth Ferrie                   |                                  |                                  |
| Smurfit Kappa European Open  |                                         |                                  |                                  |                                  |
| 2006                         | The K Club                              | Stephen Dodd                     |                                  |                                  |
| 2007                         | The K Club                              | Colin Montgomerie                |                                  |                                  |
| The European Open            |                                         |                                  |                                  |                                  |
| 2008                         | The London Golf Club                    | Ross Fisher                      |                                  |                                  |
| 2009                         | The London Golf Club                    | Christian Cévaër                 |                                  |                                  |
| Porsche European Open        |                                         |                                  |                                  |                                  |
| 2015                         | Golf Resort Bad Griesbach               | Thongchai Jaidee                 |                                  |                                  |
| 2016                         | Golf Resort Bad Griesbach               | Alexander Lévy                   |                                  |                                  |
| 2017                         | Green Eagle Golf Courses, Winsen (Luhe) | Jordan Smith                     |                                  |                                  |
| 2018                         | Green Eagle Golf Courses                | Richard McEvoy                   |                                  |                                  |
| 2019                         | Green Eagle Golf Courses                | Paul Casey                       |                                  |                                  |
| 2020                         | Afgelast als gevolg van Covid-19        | Afgelast als gevolg van Covid-19 | Afgelast als gevolg van Covid-19 | Afgelast als gevolg van Covid-19 |

Abama Open de Canarias ·
AGF Open ·
Allianz Open de Lyon ·
Andalucia Masters ·
ANZ Kampioenschap ·
Argentijns Open ·
Atlantic Open ·
Australian Masters ·
Ballantine's Kampioenschap ·
Barcelona Open ·
Belgisch Open ·
Benson & Hedges International Open ·
BMW Asian Open ·
Brazil Rio de Janeiro 500 Years Open ·
Brazil São Paulo 500 Years Open ·
British Masters ·
Callers of Newcastle ·
Cannes Open ·
Car Care Plan International ·
Castelló Masters ·
Celtic International ·
Dimension Data Pro-Am ·
Double Diamond International ·
Duits Open ·
El Bosque Open ·
El Paraiso Open ·
Engels Open ·
Epson Grand Prix of Europe ·
Estoril Open ·
Extremadura Open ·
German Masters ·
Girona Open ·
Glasgow Open ·
Great North Open ·
Greater Manchester Open ·
Greg Norman Holden International ·
GSI L'Equipe Open ·
Heineken Classic ·
Honda Open ·
Indian Masters ·
Indonesian Open ·
Iskandar Johor Open ·
Jersey Open ·
John Player Classic ·
John Player Trophy ·
Johnnie Walker Classic ·
Kerrygold International Classic ·
Kronenbourg Open ·
Lawrence Batley International ·
Madrid Masters ·
Madrid Open ·
Mallorca Open ·
Marokkaans Open ·
Martini International ·
Match Play Championship ·
Merseyside International Open ·
Monte Carlo Open ·
Murphy's Cup ·
Nelson Mandela Championship ·
New Zealand Open ·
Newcastle Brown "900" Open ·
NH Collection Open ·
Nordic Open ·
North West of Ireland Open ·
Oki Pro-Am ·
Open Catalonia ·
Open de Andalucía ·
Open de Baleares ·
Open de Sevilla ·
Open Mediterrania ·
Open Novotel Perrier ·
Penfold Tournament ·
Perth International Golf Championship ·
Piccadilly Medal ·
PLM Open ·
Portugees Open ·
Roma Masters ·
Saint-Omer Open ·
Sanyo Open ·
Sarazen World Open ·
Scandinavian Enterprise Open ·
Schots PGA Kampioenschap ·
Siciliaans Open ·
Singapore Masters ·
Skol Lager Individual ·
TCL Classic ·
Tenerife Open ·
The Championship at Laguna National ·
The Heritage ·
Timex Open ·
TPC of Europe ·
Trophée Lancôme ·
Tunesisch Open ·
Turespaña Masters ·
Uniroyal International Championship ·
Vodacom Players Championship ·
Volvo Golf Champions ·
Volvo Open ·
W.D. & H.O. Wills Tournament ·
Wang Four Stars ·
Welsh Golf Classic